# Atractodes exilis
Atractodes exilis là một loài tò vò trong họ Ichneumonidae.